# Войводень (Муреш)
Войводень, Войводені (рум. Voivodeni) — село у повіті Муреш в Румунії. Адміністративний центр комуни Войводень.
Село розташоване на відстані 276 км на північний захід від Бухареста, 18 км на північ від Тиргу-Муреша, 78 км на схід від Клуж-Напоки, 139 км на північний захід від Брашова.

## Населення
За даними перепису населення 2002 року у селі проживали 1673 особи.
Національний склад населення села:
| Національність | Кількість осіб | Відсоток |
| -------------- | -------------- | -------- |
| угорці         | 1058           | 63,2%    |
| румуни         | 466            | 27,9%    |
| цигани         | 144            | 8,6%     |

Рідною мовою назвали:
| Мова      | Кількість осіб | Відсоток |
| --------- | -------------- | -------- |
| угорська  | 1136           | 67,9%    |
| румунська | 478            | 28,6%    |
| циганська | 52             | 3,1%     |